# Гордієвка (Гордієвський район)
Горді́євка (рос. Гордеевка) — село, центр Гордієвського району Брянської області, Росія. Розташоване на території української історичної землі Стародубщина. Згідно з українською національною традицією назва села пишеться як Гордіївка.
Село розташоване на річці Поконка, правій притоці Іпуті, за 28 км на захід від міста Сураж та за 29 км на північний захід від міста Клінци.
Населення села становить 3 055 осіб (2009; 3 066 в 2002).

## Походження назви
Названо на честь Гордія Носикевича, стародубського полкового писаря. 20 листопада 1704-го року гетьман Іван Мазепа видав спеціальний Універсал, згідно з яким стародубському полковому писарю Гордію Носикевичу дозволялося греблю на річці Поконці і на цій греблі «по силі води млин побудувати». Відповідно до Універсала Гордій Носикевич оселив на річці Поконці слободу, яка в народі почала називатися його ім'ям, - слобода Гордієва Буда. З часом Гордієва Буда стала називатися Гордіївкою. На початку вісімнадцятого століття тут було 18 дворів, а в середині того ж століття тут вже була церква Різдва Богородиці, школа, винокурний та прядивний заводи, декілька вітряків. У 1768-му році тут налічувалося 83 двори і 466 жителів.

## Видатні місця
- Храм Різдва Пресвятої Богородиці (2006)